# Johann Christoph Friedrich Bach

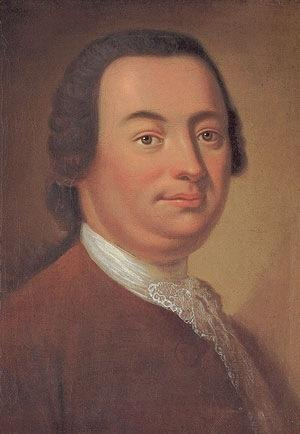
Johann Christoph Friedrich Bach

Johann Christoph Friedrich Bach (1732-1795) là nhà soạn nhạc người Đức, con trai thứ 16 của Johann Sebastian Bach. Ông là một trong những nhà soạn nhạc thuộc thời Cổ điển.

## Thân thế và sự nghiệp
Johann Christoph Friedrich Bach sinh ngày 21 tháng 6 năm 1732 tại Leipzig, trong một gia đình có truyền thống âm nhạc (cả gia đình Bach là một dàn nhạc sống, có thể nói như vậy, vì dòng họ này đã đóng góp cho âm nhạc Đức trên 50 nhân vật âm nhạc thuộc hầu hết các giai đoạn quan trọng của âm nhạc thế giới: Phục hưng, Baroque, Cổ điển. Có thể nói hiếm có dòng họ nào danh giá như vậy). Khi trưởng thành, Johann Christoph Friedrich Bach học âm nhạc tại Đại học Tổng hợp Leipzig. Năm 1750, ông nhận chức Kammermusicus của triều đình Bückeburg, giữ nguyên chức vụ này 45 năm cho đến khi qua đời ngày 26 tháng 1 năm 1795 tại Bückeburg.

## Phong cách sáng tác
Johann Christoph Friedrich Bach đã cộng tác với nhà thơ J. G. Herder viết nhiều oratorio, cantata mang đậm màu sắc Đức.

## Một số tác phẩm
Johann Christoph Friedrich Bach sáng tác 14 bản giao hưởng, 8 concerto cho đàn phím, những bản sonata, trio, oratorio, cantata và các ca khúc thế tục.